# Atrophaneura polyphontes
Pachliopta polyphontes là một loài bướm ngày thuộc họ Papilionidae. Loài này phân bố ở Sulawesi và Moluccas.

## Phân loài
Loài này có các phân loài sau:
- Atrophaneura polyphontes polyphontes (Sulawesi, Talaud)
- Atrophaneura polyphontes rosea (Oberthür, 1879) (quần đảo Selajar)
- Atrophaneura polyphontes aipytos Fruhstorfer (quần đảo Sula)
- Atrophaneura polyphontes sejanus Fruhstorfer (Bachan, Halmahera, Ternate, Morotai)

## Hình ảnh

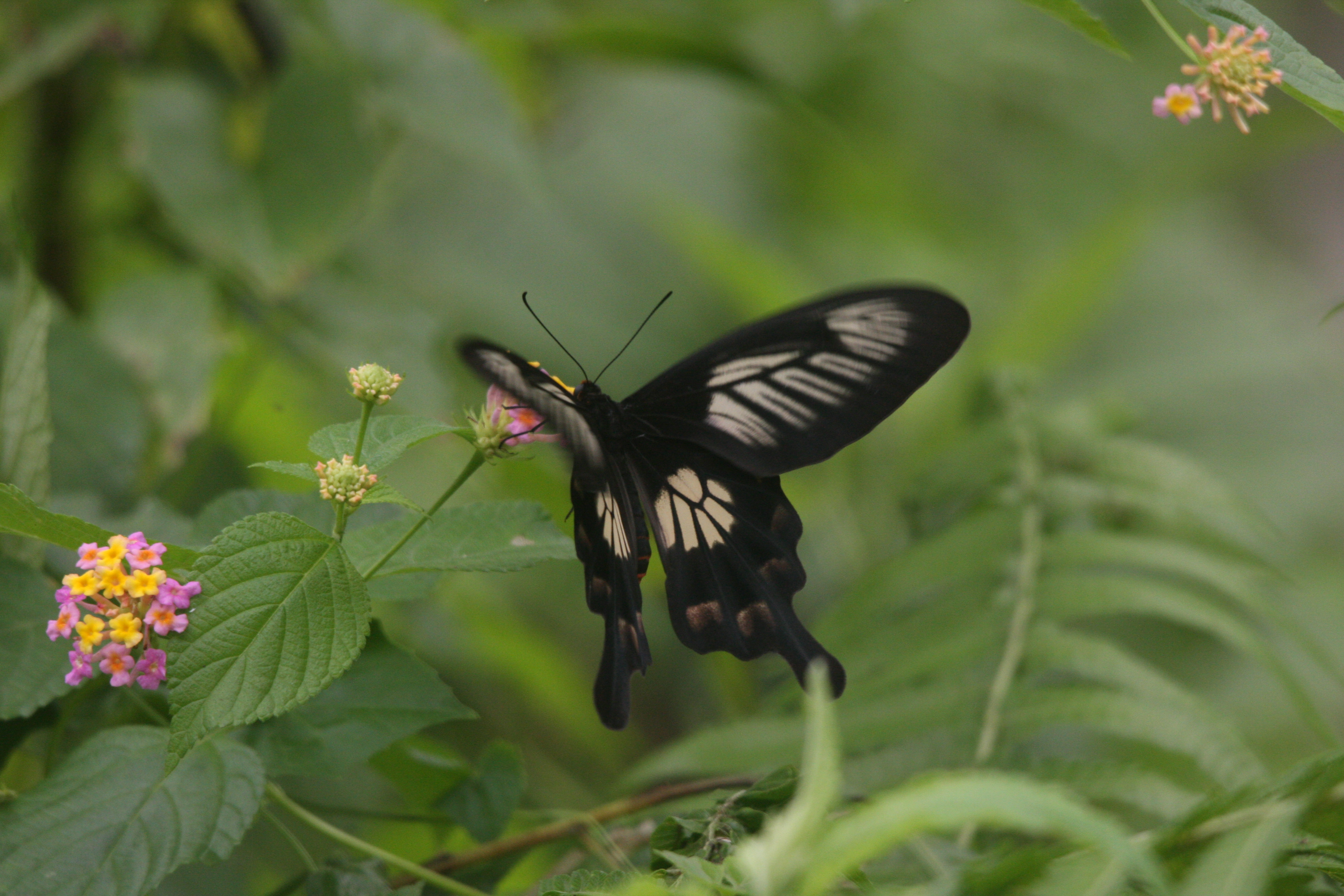